# Origanum acutidens
Origanum acutidens là một loài thực vật có hoa trong họ Hoa môi. Loài này được (Hand.-Mazz.) Ietsw. mô tả khoa học đầu tiên năm 1980.

## Hình ảnh

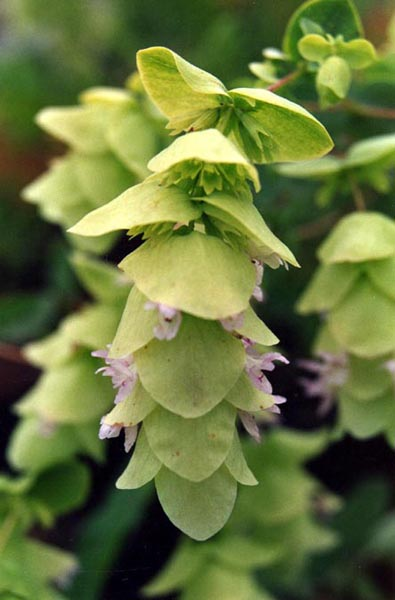
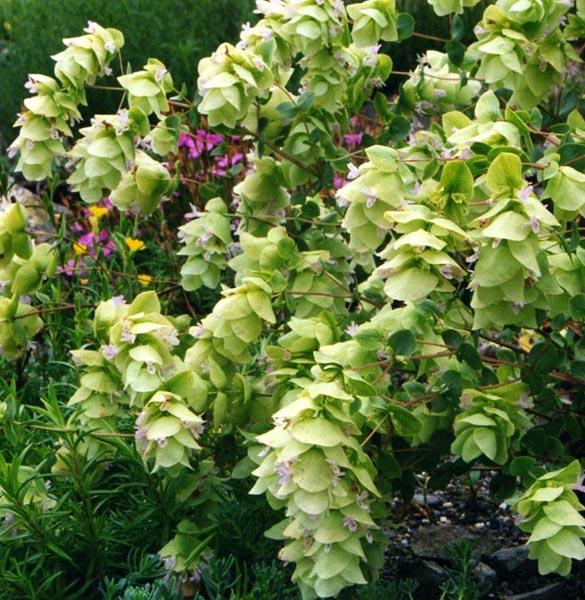